# Протеинурия
Протеинурия — обнаружение белка в анализе мочи.

## Классификация

### Классификация по Бергштейну
Классификация протеинурии по J. Bergstein (1992):
- Непатологическая протеинурия
  - Постуральная (ортостатическая)
  - Фебрильная
  - Физические нагрузки

- Патологическая протеинурия
  - Гломерулярные
    - Персистирующая асимптоматическая
    - Нефротический синдром
    - Идиопатический нефротический синдром (минимальные изменения, мезангиально-пролиферативный фокальный склероз)
    - Гломерулонефрит
    - Опухоли
    - Лекарственная болезнь
    - Врождённые заболевания (например, болезнь Фабри)

  - Тубулярные наследственные
    - Цистиноз
    - Болезнь Вильсона-Коновалова
    - Синдром Лоу
    - Проксимальный почечный тубулярный ацидоз
    - Галактоземия

  - Тубулярные приобретённые
    - Злоупотребление наркотиками
    - Гипервитаминоз Д
    - Гипокалиемия
    - Антибиотики
    - Интерстициальный нефрит
    - Острый тубулярный некроз
    - Кистозная болезнь
    - Саркоидоз
    - Пеницилламин
    - Отравление солями тяжёлых металлов

### Классификация по Робсону
Классификация протеинурии в зависимости от основного патофизиологического механизма по А. Robson (1987)
Персистирующая протеинурия
- Увеличенная клубочковая проницаемость для белков плазмы
  - Повреждение базальных мембран: гломерулонефриты.
  - Потеря клубочкового полианиона: нефротический синдром с минимальными изменениями.
  - Другие возможные механизмы: увеличение фильтрационной фракции, уменьшение массы нефронов с повышением проницаемости оставшихся нефронов.

- Снижение кальциевой реабсорбции профильтровавшихся белков

Синдром Фанкони, Балканская нефропатия, наследственные канальцевые нарушения, действие нефротоксичных лекарственных препаратов.
- Протеинурия по механизму «переполнения»
  - Нормальная функция почек: крупные белки плазмы — повторные переливания альбумина или крови; мелкие белки плазмы — миелома, макроглобулинемия (фрагменты иммуноглобулинов), лейкемия (лизоцим), карцинома бронхов (орозомукоид).
  - Снижение почечного порога: введение альбумина при нефротическом синдроме.

- Секреторная протеинурия
  - Протеинурия Тамма-Хорсфалла: неонатальный период, пиелонефрит.
  - Почечно-специфические антигены: анальгетическая нефропатия, отравление тяжелыми металлами, быстропрогрессирующий гломерулонефрит.
  - Другие белки: патология предстательной железы, других вторичных половых желез.

- Гистурия
- Тканевые антигены: уротелиальная карцинома, меланома, нейробластома;
- Неспецифические антигены: заболевания, вызывающие повреждение базальной мембраны или коллагена.

Постуральная протеинурия
Периодическая протеинурия
- Случайное обнаружение — причина неизвестна.
- Экстраренальные нарушения — лихорадка, стресс, физическая нагрузка, пребывание на холоде.
- Почечная патология (в редких случаях изолированные нарушения) — инфекция мочевыводящих путей, обструкция.
- Загрязнение мочи — влагалищные секреты.
- Ложноположительный тест — сульфаниламиды, пенициллины, бутамид, хлоргексидин, рентгенконтрастные вещества.

Существует физиологическое выделение белка из мочевого тракта, предстательной железы, но оно не превышает 150 мг/сут. Такая небольшая концентрация не выявляется в разовых порциях.

## Методы определения
Методы определения белка в моче можно разделить на:
- Качественные
  - кольцевая проба Геллера
  - проба с 15–20% сульфосалициловой кислотой
  - проба с кипячением, и другие
- Полуколичественные
  - Метод Брандберга-Робертса-Стольникова,
  - Определение белка в моче с помощью диагностических тест-полосок.
- Количественные
  - Турбидиметрические
  - Колориметрические

## Оценка
Физиологическая протеинурия:
- в разовых порциях мочи — до 0,033 г\л.
- суточная экскреция белка с мочой 30-50 мг\сут (у детей до 1 мес 240 мг\м2; у детей старше 1 мес — 60 мг\м2\сут).

Увеличивают протеинурию: лихорадка, стресс, физические нагрузки, введение норадреналина.
Белок в моче во время беременности:
- до 30 мг - норма;
- 30 – 300 мг – микроальбуминурия;
- от 300 мг – макроальбуминурия.

В период беременности показатель белка, который превышает 300 мг за сутки, зачастую является показателем преэклампсии. У женщин, которые ждут ребёнка, показатель белка в анализах мочи за 12 часов коррелирует с показаниями за сутки. Учёные доказали, что 300 мг белка в суточном анализе мочи не является показателем осложнений во время беременности (гипертония, преждевременные роды, маленький вес ребёнка). Поэтому исследователями было предложено отодвинуть суточный показатель до 500 мг.

## Степень
Слабо выраженная протеинурия 150—500 мг\сут. Причины — острый постстрептококковый гломерулонефрит;
хронический гломерулонефрит, гематурическая форма; наследственный нефрит; тубулопатии; интерстициальный нефрит; обструктивная уропатия.
Умеренно выраженная протеинурия 500—2000 мг\сут. Причины — острый постстрептококовый гломерулонефрит; наследственный нефрит; хронический гломерулонефрит.
Выраженная протеинурия более 2000 мг\сут. Причины — нефротический синдром, амилоидоз.

## Локализация
Преренальная протеинурия — усиленный распад белка в тканях и гемолиз.
Ренальная протеинурия — клубочковая или канальцевая.
Постренальная протеинурия — связанная с патологией мочевыводящей системы (мочеточник, мочевой пузырь, уретра, половые органы).

## Разделение по времени появления
Постоянная протеинурия — при заболеваниях почек.
Переходящая протеинурия — при лихорадке, ортостатическая.